# Вулька-Лисовська
Вулька-Лисовська (пол. Wólka Łysowska) — село в Польщі, у гміні Пшесмики Седлецького повіту Мазовецького воєводства. Населення — 306 осіб (2011).

## Історія
За даними етнографічної експедиції 1869—1870 років під керівництвом Павла Чубинського, у селі переважно проживали римо-католики, меншою мірою — греко-католики, які здебільшого розмовляли українською мовою.
У 1975—1998 роках село належало до Седлецького воєводства.

## Демографія
Демографічна структура станом на 31 березня 2011 року:
|          | Загалом | Допрацездатний вік | Працездатний вік | Постпрацездатний вік |
| -------- | ------- | ------------------ | ---------------- | -------------------- |
| Чоловіки | 155     | 38                 | 90               | 27                   |
| Жінки    | 151     | 32                 | 75               | 44                   |
| Разом    | 306     | 70                 | 165              | 71                   |